# اوراز کایگیلاراوغلو
اوراز کایگیلاراوغلو (زاده ۳۰ ژوئن ۱۹۸۷) بازیگر و مجری تلویزیون ترک است. وی فارغ‌التحصیل رشته بازرگانی و تبلیغات از دانشگاه بیلگی استانبول است.

## حرفه
کایگیلاراوغلو کار خود را در سال ۲۰۰۸ آغاز کرد. موفقیت او در سال ۲۰۱۲ با بازی در سریال درام کمدی نوجوانان هفت کثیف شو تی‌وی بود. وی سپس با به تصویر کشیدن شخصیت فمینن آقا به بازیگران سریال کمدی حرم فاکس پیوست.
در سال ۲۰۱۳، او در سریال داستان قدیمی تی‌آرتی ۱ در نقش عمر ظاهر شد. در همان زمان، او مسابقه وقتشه را ارائه داد. سال بعد او مسابقه دیگری با عنوان ردیابی در کانال د ارائه داد.
در سال ۲۰۱۴، وی در درام دوره‌ای تی‌آرتی ۱ هفت مرد زیبا بر اساس زندگی شاعر «آدیل اردم بایازیت» انتخاب شد. بعد از آن، او به دلیل حمایت از نقش‌های کمدی مشهور بود، اولین نقش اصلی او بازی در نقش زندگی واقعی است. او بین سال‌های ۲۰۱۵–۲۰۱۷ به کمدی بازگشت، او در سریال کمدی پدر عشق است در نقش هالوک گونی با همبازی «برنا کورالتورک» بازی کرد. این نقش پدیده شد. منتقدان او را به خاطر موفقیت درام و کمدی مورد تحسین قرار دادند.
او متعاقباً مسابقه صف را در تی‌آرتی ۱ ارائه داد. در سال ۲۰۱۷، او در نقش پسر عموی وولکی در مجموعه پسر صفحه کلید شو تی‌وی نقش داشت. بعد از آن، این نقش به فیلم "با شغال‌ها برقص" اضافه شد. وی نقش‌های کمدی موفق را در سینما و سریال‌های دیجیتال ادامه داد. او برای سریال تلویزیونی "ما معصوم نیستیم" "آنچوی دریای اژه" نقش درام را انتخاب کرد. او به‌طور همزمان در نقش اصلی در سریال درام دختر سفیر و سریال کمدی کوتاه "دقیقاً دقیقاً" در استار تی‌وی بازی کرد.

## فیلم‌شناسی

### فیلم
- نبرد جاری ها (2020) - فاتیح
- جنگ نخبگان (۲۰۲۰)
- فیلم‌های طنز (۲۰۱۹) - اتم
- با شغال‌ها برقص ۵ (۲۰۱۸) - پسر عموی وولکی (سینان)
- با کی می‌رقصی؟ (۲۰۱۷) - سلیم
- بامسی بیرک (۲۰۱۶) - بامسی بیرک
- اگر او برگردد، از آن شماست (۲۰۱۶) - کورت
- کجا بودیم (۲۰۰۹) (فیلم کوتاه)
- دام اژدها (۲۰۰۹)
- فارغ‌التحصیلی (۲۰۰۹)
- پورنوخانوادگی (٢٠١٩)

### مجموعه تلویزیونی
- مرا پنهان کن(۲۰۲۳- تاکنون)- کنت مته
- سه سکه (۲۰۲۱- ۲۰۲۲) - کارتال چاکا
- دختر سفیر (۲۰۱۹–۲۰۲۱) - گدیز ایشیکلی
- دقیقاً دقیقاً (۲۰۱۹) - امیر
- آنچوی دریای اژه (۲۰۱۸) - دنیز چینار
- ما معصوم نیستیم (۲۰۱۸) - مرت
- پسر صفحه کلید (۲۰۱۷) - وولکان (پسر عموی وولکی)
- پدر عشق است (۲۰۱۵–۲۰۱۷) - هالوک گونی
- هفت مرد زیبا (۲۰۱۴) - آدیل اردم بایازیت
- داستان قدیمی (۲۰۱۳) - عمر
- حرم (۲۰۱۲) - فمینن آقا
- هفت کثیف (۲۰۱۱–۲۰۱۳) - جانبورگر
- اس اس (۲۰۰۹–۲۰۱۰) - فتحی
- استانبول کسی که زندگی تو را دوست دارم (۲۰۰۹) - فرهات
- یک در میلیون (۲۰۰۸) - برکه

### برنامه‌های تلویزیونی
- ترکیه نوبت شماست
- صف (۲۰۱۶)
- و برنده (۲۰۱۵)
- ردیابی (۲۰۱۴)
- وقتشه (۲۰۱۳)
- استتار (۲۰۱۲)

عشق ۱۰۱